# Cuba ved sommer-OL 1928
Cuba deltager i Sommer-OL 1928. En sportsudøver fra Cuba deltog under Sommer-OL 1928 i Amsterdam, men vandt ikke nogen medaljer.

## Medaljer
| 1928 | Guld | Sølv | Bronze | Total |
| Cuba | 0    | 0    | 0      | 0     |